# Heinrich Jakob Fried

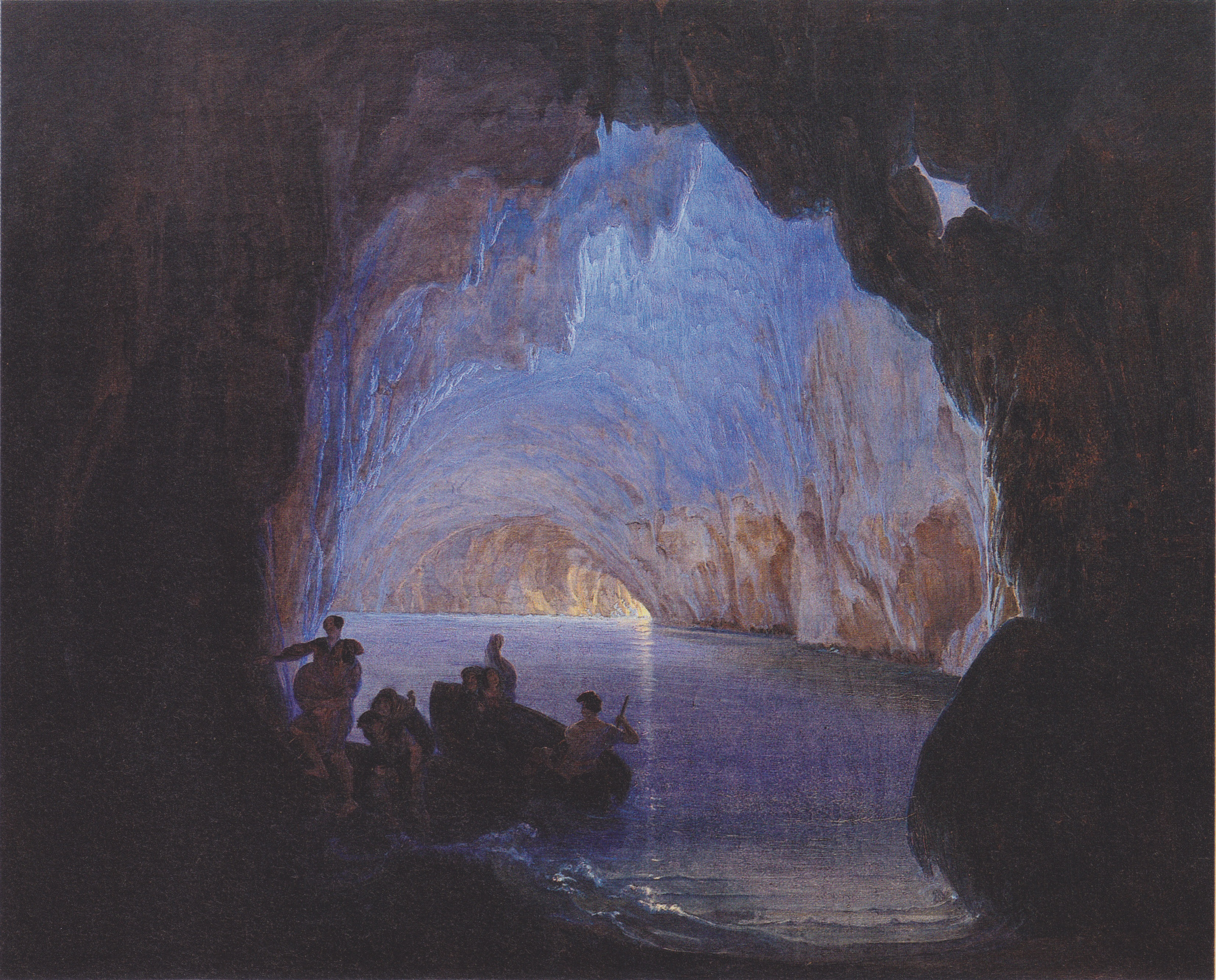
La Grotta Azzurra di Capri, dipinto del 1835 conservato al museo Kunsthalle Bremen

Heinrich Jakob Fried (Landau in der Pfalz, 11 marzo 1802 – Monaco di Baviera, 2 novembre 1870) è stato un pittore tedesco.

## Biografia
Nativo del quartiere storico di Queichheim, dopo aver studiato a Stoccarda e ad Augusta, dal 1822 frequentò l'Accademia delle belle arti di Monaco di Baviera, collaborando con Johann Peter von Langer e Peter von Cornelius. Nel 1834, si trasferì a Roma e successivamente a Napoli, finché nel 1837 tornò nel paese d'origine.
Nel 1842, si stabilì a Monaco e divenne conservatore della Società Artistica, anche grazie al patrocinio del principe Carl Philipp von Wrede.
La sua produzione artistica comprende principalmente soggetti mitologici, oltre a rappresentazioni di paesaggi, temi storici e ritratti di personalità.

## Galleria d'immagini

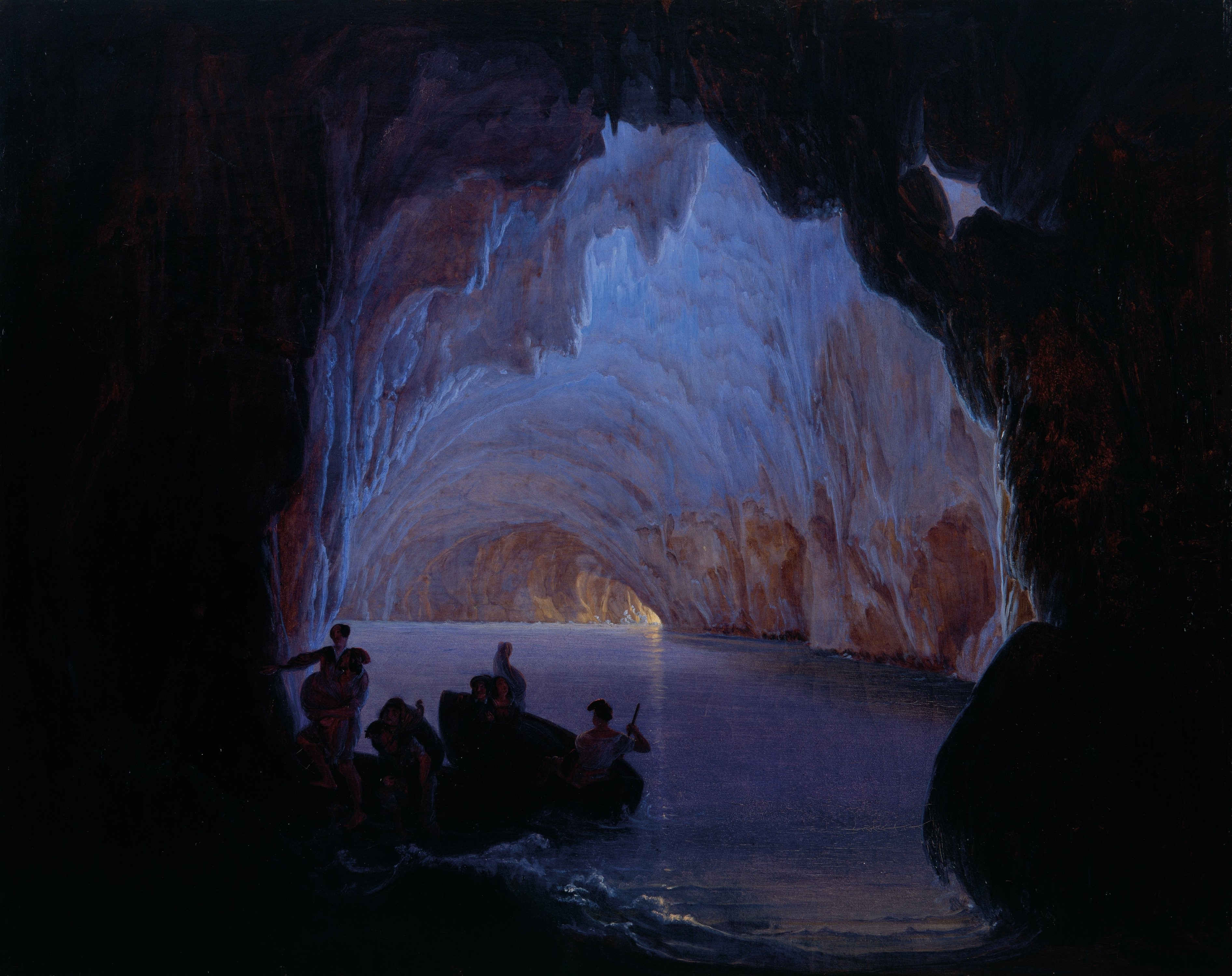
La grotta azzurra di Capri
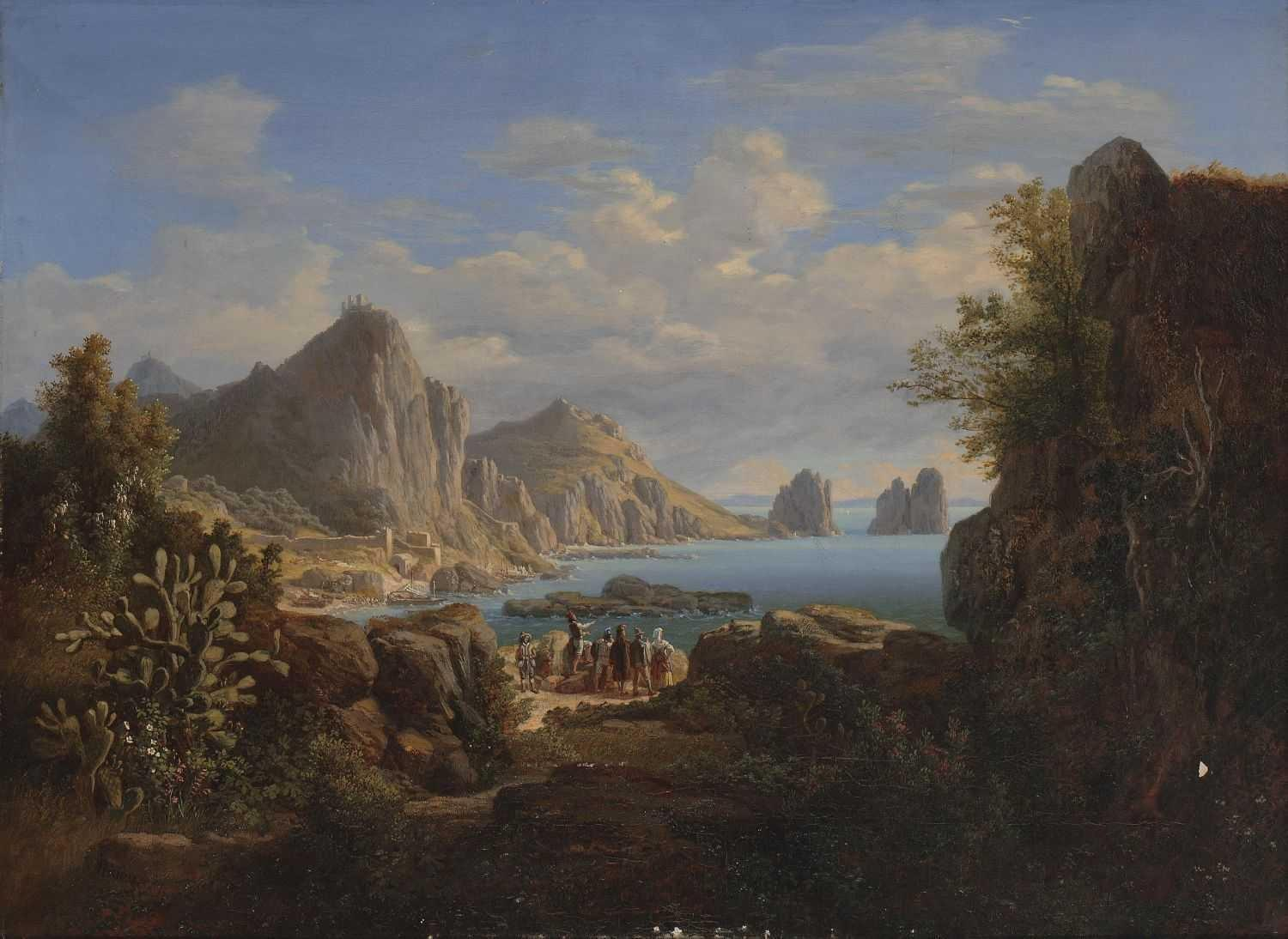
Una scorcio dell'isola di Capri
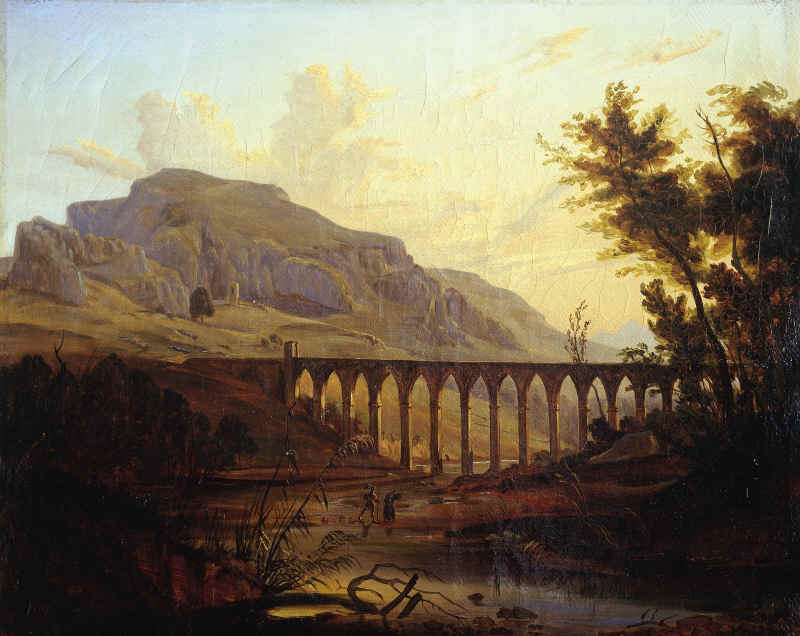
L'acquedotto romano (1837)